# Brugny-Vaudancourt
Brugny-Vaudancourt is een gemeente in het Franse departement Marne (regio Grand Est) en telt 388 inwoners (1999). De plaats maakt deel uit van het arrondissement Épernay.

## Geografie
De oppervlakte van Brugny-Vaudancourt bedraagt 19,4 km², de bevolkingsdichtheid is 20,0 inwoners per km².
De onderstaande kaart toont de ligging van Brugny-Vaudancourt met de belangrijkste infrastructuur en aangrenzende gemeenten.

## Demografie
Onderstaande figuur toont het verloop van het inwonertal (bron: INSEE-tellingen).